# The Girl and the Sheriff (film 1911)
The Girl and the Sheriff  è un cortometraggio muto del 1911 diretto da Charles Kent.

## Produzione
Il film fu prodotto dalla Vitagraph Company of America.

## Distribuzione
Distribuito dalla General Film Company, il film - un cortometraggio in una bobina - uscì nelle sale cinematografiche statunitensi il 14 novembre 1911.